# شانجلانج
شانجلانج رمزها «CH» (بالإنجليزية: Changlang)‏ ، هو تقسيم إداري لدولة الهند تتبع ولاية أروناجل برديش (بالإنجليزية: Arunachal  Pradesh)‏ ، مركزها هو مدينة شانجلانج
(بالإنجليزية: Changlang)‏ عدد سكانها حسب تعداد سنة 2001 هو 124,994 ، مساحتها 4,662 كم² وكثافة السكان 27 لكل كم² .